# Rasnitsynaphis
Rasnitsynaphis – wymarły rodzaj owadów z rzędu pluskwiaków i infrarzędu mszyc. Jedyny z monotypowej rodziny Rasnitsynaphididae.
Mszyce o przysadzistym ciele długości od 2 do 2,4 mm. Głowa cechowała się wypukłym przednim brzegiem i obecnością szwu koronowego. Aparat gębowy miał krótszą od ciała kłujkę, sięgającą ku tyłowi do środka długości odwłoka. Czułki były dłuższe niż ⅓ długości ciała, ale krótsze niż jego połowa. Zbudowane były z dziewięciu członów, z których trzeci był od 2 do 4 razy dłuższy niż szeroki, te od czwartego do ósmego równych lub niemal równych długości, a ostatni był węższy niż pozostałe człony biczyka i miał stępiony wierzchołek. Powierzchni wszystkich członów biczyka urzeźbione były poprzecznymi żeberkami. Narządy węchowe czułków zwane rynariami miały nieco elipsoidalny kształt i rozmieszczone były mniej lub bardziej gęsto w licznych, poprzecznych, niekiedy łączących się rządkach dookoła członów; brak ich było na członie wierzchołkowym. Skrzydła miały dużą, spiczastą, wrzecionowatą pterostygmę o długości od 3 do 3,5 raza większej od szerokości. Przednie żyłki kubitalne CuA1 i CuA2 miały odrębne nasady, a ta pierwsza była 2,5 raza dłuższa od tej drugiej. Żyłka medialna odchodziła od wspólnego pnia poniżej nasady pterostygmy i rozwidlała się na dwie lub trzy gałęzie; rozwidlenie na żyłki M1+2 i M3 lub M1 i M2 znajdowało się tuż za wysokością nasady sektora radialnego, która to z kolei leżała w ⅓ długości tylnego brzegu pterostygmy. Odnóża tylnej pary miały golenie krótsze niż czułki. Syfony były pozbawione porów. Płytka analna miała postać dwupłatową. Samicę charakteryzowała obecność na odwłoku pokładełka.
Rodzaj i wszystkie jego gatunki opisane zostały w 2011 roku przez Agnieszkę Homan i Piotra Węgierka na łamach „ZooKeys”. Wszystkie skamieniałości rodzaju odnaleziono w formacji Zaza, w miejscowości Bajsa na terenie rosyjskiej Buriacji. Datowane są na wczesną kredę, na okres między walanżynem a aptem. Nazwę rodzajową nadano na cześć paleoentomologa Aleksandra Rasnicyna.
Do rodziny należą gatunki:
- †Rasnitsynaphis coniuncta Homan & Wegierek, 2011
- †Rasnitsynaphis ennearticulata Homan & Wegierek, 2011
- †Rasnitsynaphis quadrata Homan & Wegierek, 2011